# Bulbophyllum lilacinum
Bulbophyllum lilacinum es una especie de orquídea epifita originaria de Asia.   

## Descripción
Es una  orquídea de tamaño mediano, de crecimiento cálido con hábitos de epífita con 12 cm de distancia entre cada pseudobulbo, estrechamente ovoide ligeramente con 4 ángulos y   liso que lleva una sola hoja, apical, carnosa, oblonga, apical de punta roma con el base redicida en un corto peciolo. Florece en el otoño en una inflorescencia de 5 - 10 cm de largo envuelta por unas pocas vainas grandes y laxas, densamente  floridas en raquis de 15 cm de largo y que tiene flores que no se abren ampliamente. Esta orquídea necesita ser montada en helecho arborescente, media sombra, humedad alta y regular de agua y fertilizantes.

## Distribución y hábitat
Se encuentra en el norte de la Península de Malasia y Tailandia.  

## Taxonomía
Bulbophyllum lilacinum fue descrita por Henry Nicholas Ridley    y publicado en Journal of the Linnean Society, Botany 32: 276. 1896.
Etimología
Bulbophyllum: nombre genérico que se refiere a la forma de las hojas que es bulbosa.
lilacinum: epíteto latino que significa "con forma de lila".
Sinonimia
- Bulbophyllum lilacinum var. sorocianum M.Ahmed, Pasha & Aziz Khan[4][5]